# Luis Lucena
Luis Lisart Tamarit (n. 26 de juny del 1932, València), conegut artísticament com a Luis Lucena, és un cantant valencià de música lleugera. Entre els seus èxits més destacats hi ha Borracho, Españolear, Hermano o Mi Mañica. També va actuar en diverses pel·lícules. Des del 2003 viu retirat a la pedania de El Perellonet (València).

## Trajectòria
Des de xiquet va sentir vocació pel ball i la cançó. Amb 12 anys abandona l'escola i es posa a treballar per ajudar a l'economia familiar, primer en una ebenisteria i després en una fàbrica de vidre a València. En aquesta última, un afeccionat a la sarsuela el va encoratjar a fer el primer pas en el món artístic. Amb 13 anys va entrar a l'acadèmia del mestre Talón. Volia dedicar-se al ball, però va ser el mateix mestre qui el va animar a cantar, ja que li'n veia qualitats. L'any següent se'n va treure el carnet professional.
La seua primera actuació contractada va ser a Torrent (Horta Oest), en un espectacle de varietats. Després va actuar amb èxit arreu del País Valencià, essent presentat com a figura dels espectacles on participava. Aviat li van oferir un contracte per anar a Tànger, el qual, tot i que en principi tenia una durada de 15 dies, es va allargar per set anys. A poc a poc va anar incloent en el seu repertori cançons compostes per ell mateix i el seu estil personal va arribar a un públic barrejat entre marroquí, francès i espanyol. Va rebre el primer guardó de la seua carrera de mans del rei Muhàmmad V del Marroc.
Després torna a l'Estat espanyol i marxa cap a Barcelona, on debuta en el teatre El Molino i on desenvolupa la seva artística. El seu primer disc, Es mi niña bonita, enregistrat amb la companyia RCA, va tenir un gran èxit a tot l'Estat i va donar pas a enregistraments gairebé ininterromputs i cançons que es col·locaven en els primers llocs de les emissores de ràdio: Vaya chofer, Aniversario de boda, versions de La Mamma o de Ma vie i Borracho, un dels seus èxits més grans. A aquests s'afigen títols com Mi Mañica, Por el camino de Loja, Tengo una barca de plata, Paquito el Chocolatero i Xiqueta Bonica, entre d'altres. En total va enregistrar més de cinc-centes cançons, que el van convertir en un dels artistes més venuts. Com a resultat, la Societat General d'Autors li va concedir tres discos d'or i el primer casset d'or que es va lliurar a Espanya.
Va participar en espectacles de varietats tradicionals en el gènere de la cançó popular espanyola, però també en va formar part d'altres del gènere de la revista, entre els quals Su majestad el Varieté. Li'n van seguir Europa Show, Españolear, Mujeres y yo, Más mujeres y yo, Mujeres peligrosa', fins a acabar amb El cuplé de ayer y de hoy.
També va intervenir en tres pel·lícules: La Polaca, El Príncipe Gitano i la més destacable, Españolear, que va tenir molt bona acollida entre el seu públic.
Va rebre distincions com la Medalla d'Isabel la Catòlica, el Premi Record Word al millor intèrpret masculí de cançó espanyola, la Medalla d'Or del Bataclan de París, diverses T. de Triunfador i diversos Olé.
Les seues actuacions van caure en declivi en la dècada de 1980, quan ja gairebé no eixia del País Valencià, fins que es va retirar el 2003.